# バティックケーキ
バティックケーキ(kek batik)は、マレーシアの焼かない冷蔵ケーキの一種で、スコットランドのティフィンに着想を得たデザートである。イギリス領マラヤ・ボルネオ時代にマレーシアに伝わり、マレーシアの食材でアレンジされた。このケーキは、砕いたマリービスケットとチョコレートソースまたはゆるい鶏卵のカスタードクリーム、バター/マーガリン、コンデンスミルク、ミロ、チョコレートパウダーを混ぜ合わせて作られる。バティックケーキは、イード・アル＝フィトルやクリスマス のような特別な祭事の際に振る舞われる。
バティックケーキは、トロピカルの食材を一切使用しないごく数少ないマレーシア料理のひとつである。また、ハリネズミスライス（カルターフントとも）や最近のウィリアム皇太子がグルームズケーキ（新郎のケーキ）に選んだチョコレートビスケットケーキに似ているが、材料の一部は異なる。
ブルネイでは、バティックケーキの上に緑色のトッピングが施されることがある。

## 写真

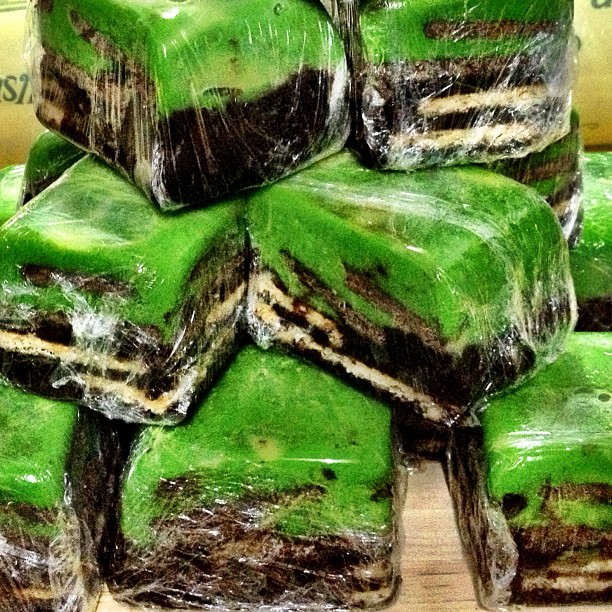
緑色に色づけられたブルネイのバティックケーキ。